# FGF7
FGF7‏ (Fibroblast growth factor 7) هوَ بروتين يُشَفر بواسطة جين FGF7 في الإنسان.